# Skogsgås
Skogsgås (Anser fabalis) är en fågel i familjen änder som häckar i norra Europa och norra Asien. Den och tundragåsen (A. serrirostris) kategoriserades tidigare som en och samma art under namnet sädgås. Sedan juni 2025 urskiljs dock tundragåsen som egen art av BirdLife Sverige, varvid sädgås i begränsad mening ändrades till skogsgås. 

## Utbredning och systematik
Skogsgåsen häckar från östra Skandinavien genom Uralbergen österut till Bajkalsjön och vidare. Den övervintrar i centrala och södra Europa, sydvästra Asien och Centralasien (Turkmenistan och Iran österut till västra Kina), samt i östra Asien från östra Kina till Japan. Arten delas in i tre underarter med följande utbredning:
- fabalis – häckar på tajgan från norra Skandinavien till Uralbergen
- johanseni (Delacour, 1951) – häckar på tajgan från Uralbergen till Bajkalsjön
- middendorffi (Severtsov, 1853) – häckar på tajgan i östra Sibirien, öster om Bajkalsjön

Tidigare inkluderades tundragåsen (Anser serrirostris) i arten, då under det svenska namnet sädgås. Sedan juni 2025 urskiljs tundragåsen dock som egen art av BirdLife Sverige, varvid sädgåsen i begränsad mening blev tilldelat namnet skpgsgås. Uppdelningen grundas på skillnader i morfologi, ekologi och genetik, där genomdata konsekvent visar att spetsbergsgåsen är en del av komplexet och faktiskt närmare släkt med skogsgås än tundragås.

### Förekomst i Sverige
I Sverige häckar skogsgåsen från norra Dalarna och nordvästra Hälsingland till nordligaste Lappland. Merparten häckar i skogsområdena från Ångermanland till Torne lappmark. Under sina årliga flyttar påträffas de i alla delar av södra Sverige. Vårflyttningen mot norr genom Sverige sker under andra hälften av april och de anländer de svenska häckningsplatserna i slutet av april–början av maj. De lämnar dessa häckningsplatser i september och observeras på de svenska rastplatserna, tillsammans med tundragäss, i slutet av samma månad för att senare dra vidare till sina vinterkvarter i Nordvästeuropa. En viktig sådan rastplats i Sverige är Tåkern där man i oktober 1988 räknade in så många som 49 600 skogsgäss och tundragäss.Andra viktiga rastplaster i Sverige är Kvismaren och Östen.

## Utseende
Skogsgåsen är den näst största av de grå gässen med en längd på 69–88 centimeter och ett vingspann på 140–174 centimeter, men olika populationer varierar i storlek (se nedan). Den är ganska mörk och långvingad i jämförelse med de andra grå gässen. Dess huvud och hals är gråbruna. Överkroppen är mörkt brunaktig med gråvita fjäderkanter. Bröstet är ljusgrått, buksidan vitaktig. Fötterna är gulröda. Näbben är delvis svart och har mörk nagel. Övernäbbens lameller är tydligt synliga. Kring näbben finns ett orangefärgat band. Näbbens höjd vid basen mindre än halva näbbens längd. 
Underarterna varierar främst i kroppsstorlek och näbbens storlek och teckning, det vill säga mängden svart och orange. Generellt kan man säga att den ökar i kroppsstorlek från norr till söder och från väst till öst:
- fabalis har stor kropp, och lång och smal näbb med ett brett orangefärgat band
- johanseni har stor kropp, och lång och smal näbb med smalt orangefärgat band
- middendorffii har mycket stor kropp, och lång och kraftig näbb med smalt orangefärgat band

I fält kan det vara svårt att skilja skogsgås från tundragås. I förhållande till skogsgäss av underarten fabalis är tundragäss av underarten rossicus generellt mindre och kompaktare. Den har rundare huvud som är mörkare brunt än den korta, tjocka halsen. Näbben är kort, hög vid basen och har endast lite orange och i övrigt svartgrå. Hanar av både skogsgås och tundragås större än honor vilket medför att honor skogsgäss ungefär är lika stora som hanar tundragäss. Däremot är skogsgås betydligt större än tundragås. Honor tundragäss  av underarten rossicus är ungefär lika stora som spetsbergsgäss.
Tundragåsens nominatform serrirostris är dock lite större, ungefär lika stor som nominatformen fabalis av skogsgås, och den har också lång och kraftig näbb. Taxonet serrirostris mäter 78–89 cm och har ett vingspann på 140–175 cm. Adulta hanar väger i snitt 3,2 kg och honor 2,8 kg. Underarten serrirostris är dock mindre än den största underarten av skogsgås, middendorffii, som också häckar i nordvästra Sibirien.
Statistiskt sett har skogsgäss mer orange på näbben än tundragäss, men både hos skogs- och tundragäss varierar detta varför denna dräktdetalj inte enbart fungerar för artbestämning. För en säker bestämning i fält krävs att en kombination av morfologiska karaktärer och dräktdetaljer tas i beaktande.

## Läten
Skpgsgåsen vanligaste läte är nasalt och trumpetande, ett två- eller trestavigt "ank-ank" eller "tjö-tjö-tjött". Det är mycket likt spetsbergsgåsens, dock något djupare.

## Ekologi

### Häckning och biotop
Fågeln häckar i anslutning till myrar och tjärnar på taigan i det nordliga barrskogsområdet och på tundran. Den lägger fyra till sex smutsvita ägg som honan ruvar i 27–29 dagar. De lever i monogama förhållanden och båda föräldrarna tar hand om ungarna som blir flygga efter cirka 40 dagar. Ungarna håller sedan ihop med sina föräldrar hela första vintern.

### Föda
Sommartid äter de fräken, ängsull, kråkbär, starr, gräs och örter. Vintertid består deras föda mest av gräs, säd och klöver och de ses på vinterhalvåret ofta beta på stubbåkrar och dylikt.

## Skogsgåsen och människan

### Status och hot
Man uppskattar att världspopulationen av skogsgåsen består av mellan 800 000–840 000 individer på en yta av 10 000 000 km². Världspopulationen anses inte vara hotad och den är därför listad som livskraftig (LC). Däremot är vissa populationer hotade vilket gjort att den är upptagen i avtalet om bevarande av afro-eurasiska flyttande vattenfåglar (AEWA).

#### Status i Sverige
Det svenska häckningsbeståndet beräknades 1976 till ungefär 1 000 par men endast 850 par 2006. Beståndet listades länge som nära hotad i Artdatabankens rödlista. Efter nya beräkningar som visar att det svenska populationen numera endast består av 840 könsmogna individer uppgraderades den till den högre hotnivån sårbar i 2020 års upplaga av rödlistan.

### Namn
Fram till juni 2025 kallades arten sädgås, men blev tilldelad namnet skogsgås av BirdLife Sveriges taxonomikommitté när tundragåsen urskildes som egen art. Namnet skogsgås är ett gammalt och tidigare använt namn för fabalis, i synnerhet i begränsad mening. De tidigare använda namnen tundrasädgås och tajgasädgås för arterna övergavs för att betona att de inte är varandras närmaste släktingar.
Förr har den även kallats skärgås och vildgås.